# Santuario della Madonna delle Nevi
Il santuario della Madonna delle Nevi (anche detto chiesa della Torricella) è un luogo di culto situato alla periferia di Montisi, nel comune di Montalcino.

## Storia
Una prima cappella dedicata alla Madonna delle Nevi poco fuori dal paese di Montisi, esisteva già nel XVII secolo e risaliva al XV secolo.
Nel 1614, la comunità di Montisi chiese il permesso allo Spedale di Santa Maria della Scala di ampliarla su un terreno che era divenuto di sua proprietà nel 1614, e ne chiede anche il patronato. Nel 1649, terminato l'intervento di ampliamento, la chiesa venne solennemente consacrata da Giovanni Spennazzi, vescovo di Pienza.
Divenuta di proprietà della famiglia Mannucci Benincasa e poi ritornata in mano alla comunità di Montisi, la chiesa venne restaurata nel 1828 e, in tal occasione, venne costruita la nuova facciata con portico e cantoria. Un nuovo restauro è stato condotto nel 1930, con la realizzazione del nuovo altare e della decorazione a finto marmo della navata.

## Descrizione

### Esterno
Il santuario della Madonna delle Nevi è situato sulla cima di un'altura all'estremità sud-occidentale del paese di Montisi, sulla strada per Montalcino.
L'edificio è caratterizzato dalla facciata in cotto. Essa, a capanna, presenta, nella parte inferiore, un portico sorretto da pilastri quadrangolari. Sulle pareti del portico, vi sono alcune lapidi in corrispondenza delle tombe di alcuni membri delle famiglie Mannucci Benincasa e Rossi.
La facciata è coronata da un frontone triangolare con, al centro, lo stemma dello Spedale di Santa Maria della Scala. Più in basso, vi è lo stemma di Montisi.

### Interno

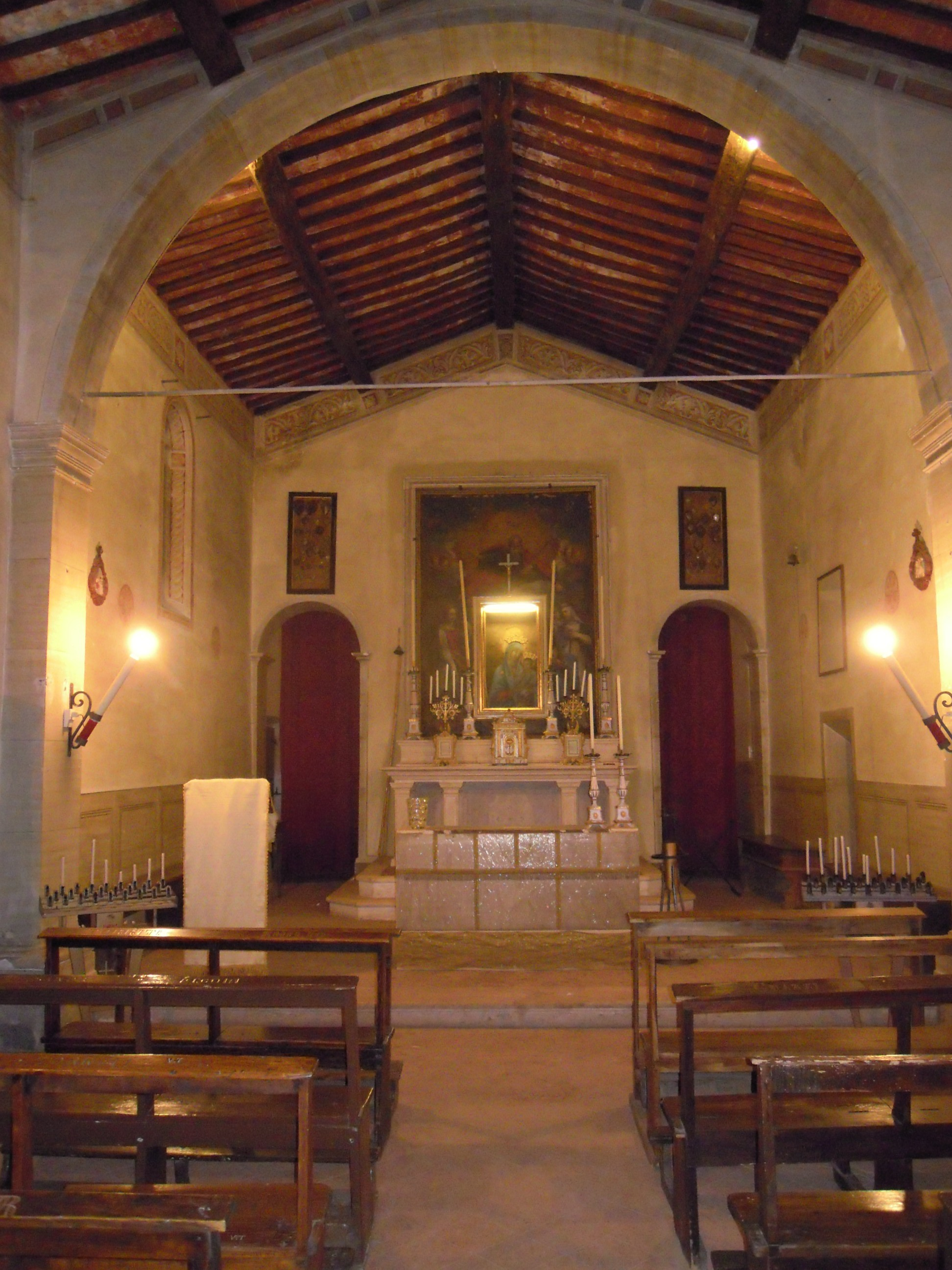
L'interno

L'interno della chiesa è a navata unica coperta con travi a vista e suddivisa in tre campate da due archi a tutto sesto poggianti su semipilastri tuscanici dipinti a finto marmo.
Sopra l'ingresso della chiesa, vi è la cantoria, sulla cui balaustra trovano posto due lapidi marmoree; quella alla sinistra del portale, più antica, ricorda la consacrazione della chiesa, avvenuta nel 1649; quella alla destra, invece, più recente, ricorda i restauri del 1829. Sopra la cantoria, si trova un armonium del 1963, con unico registro sempre inserito e pomello per l'espressione.
Lungo la navata, si trovano la via Crucis ottocentesca in legno dipinto e, a ridosso della parete sinistra della seconda campata, un confessionale.
L'ultima campata della navata è interamente occupata dal presbiterio. In esso, a ridosso della parete fondale, si trova l'altare marmoreo, con mensa sorretta da pilastrini tuscanici e tabernacolo barocco in legno scolpito e dipinto. L'ancona è costituita da un dipinto del XVII secolo raffigurante Dio Padre e le sante Caterina da Siena e Caterina d'Alessandria. Al centro del dipinto, entro una nicchia quadrangolare, vi è l'immagine miracolosa della Madonna delle Nevi, del XIV secolo, alquanto deteriorata.